# Torowisko tramwajowe

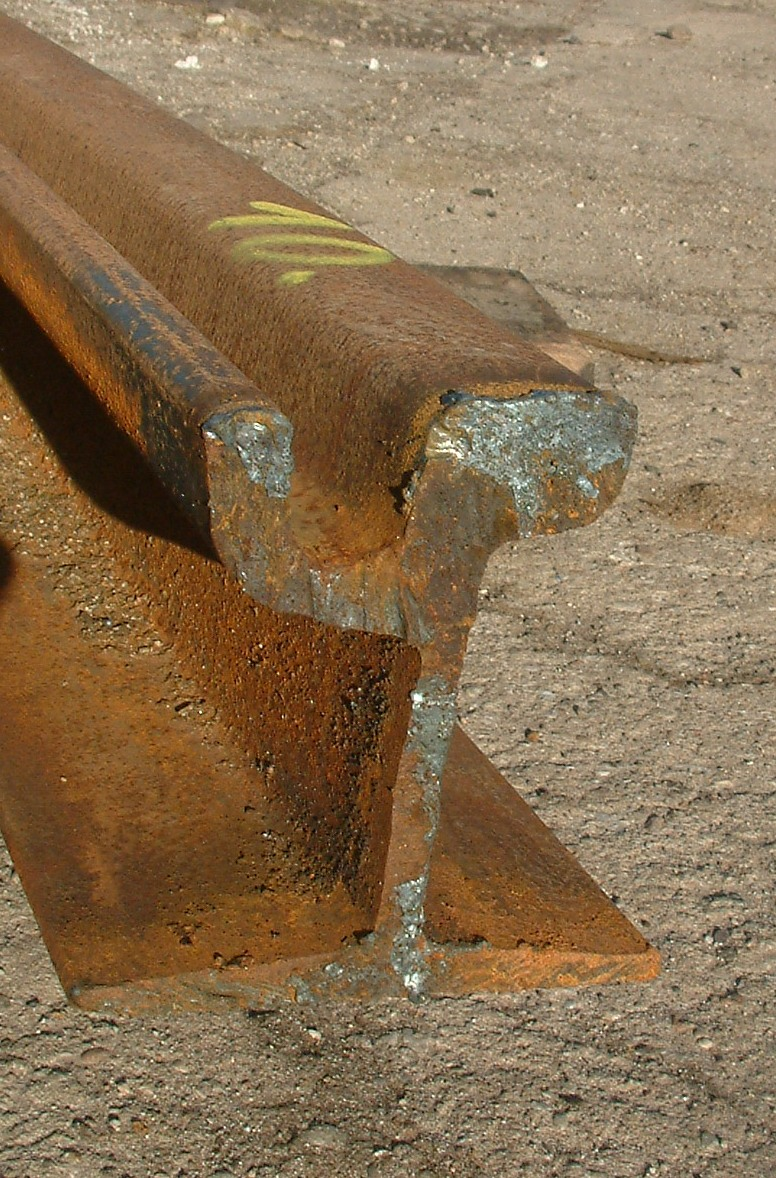
Przekrój poprzeczny szyny tramwajowej

Torowisko tramwajowe – tory używane przez tramwaje lub przez lekką kolej. Torowisko może być wydzielone, wtedy poruszać po nim mogą się jedynie pojazdy szynowe lub niewydzielone wtedy tramwaj uczestniczy w ruchu wraz z pozostałymi użytkownikami drogi.

## W Polsce
W Polsce warunki techniczne jaki powinny odpowiadać torowiska tramwajowe określa Rozporządzenie Ministra Transportu i Gospodarki Morskiej z dnia 2 marca 1999 r. w sprawie warunków technicznych, jakim powinny odpowiadać drogi publiczne i ich usytuowanie. Wedle tych przepisów torowisko tramwajowe powinno być wydzielone z jezdni z wyjątkiem dróg klasy G i niższych. Wydzielone torowisko powinno być wyniesione nad poziom jezdni o co najmniej 10 cm i oddzielone krawężnikami od jezdni. Minimalny dozwolony promień łuku to 50 m na szlaku i 25 m na skrzyżowaniu rozjazdach i pętlach. Maksymalne dozwolone pochylenie podłużne to 5%, a promień łuku w przekroju podłużnym 2000 m

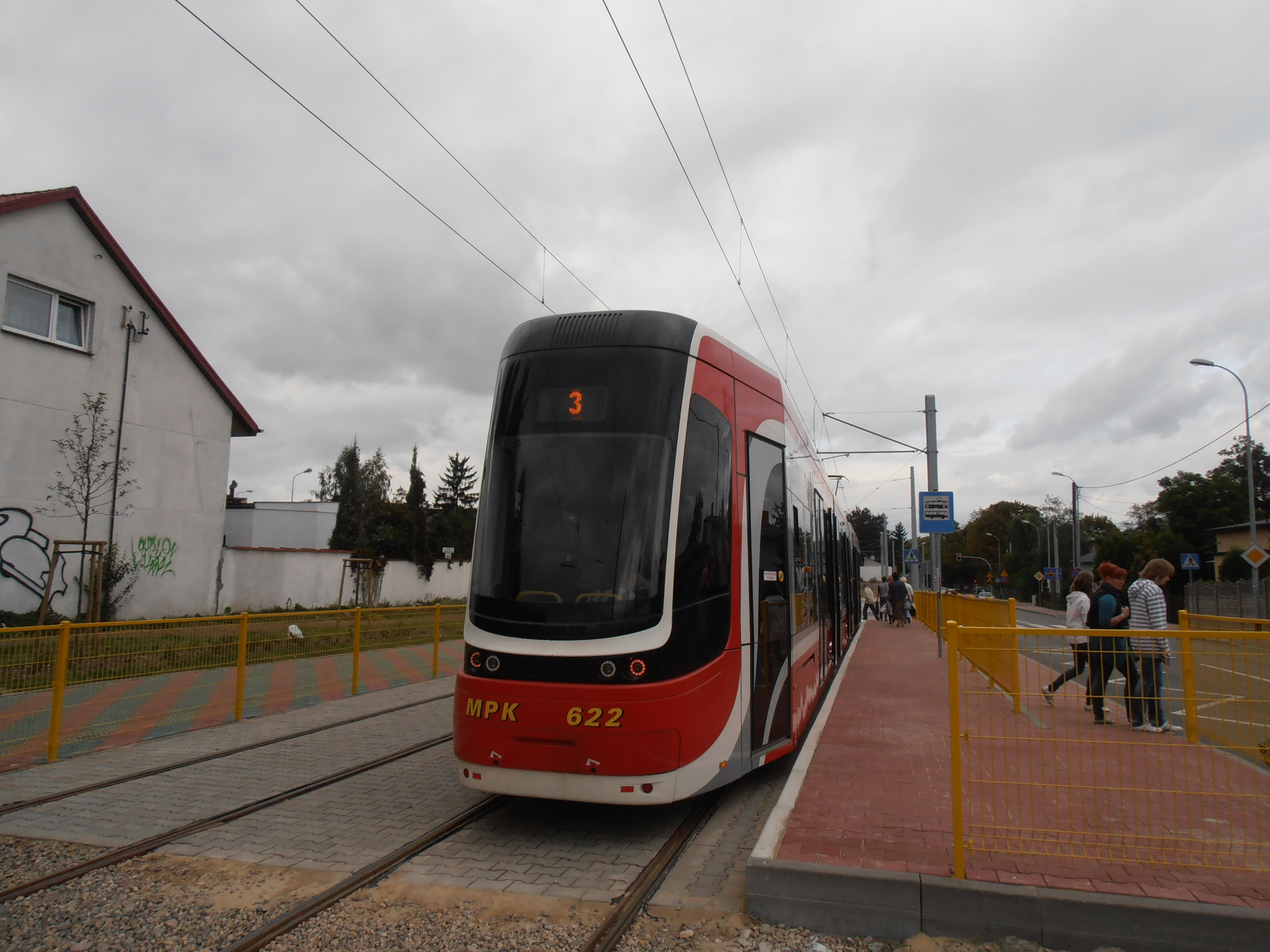
Torowisko wydzielone
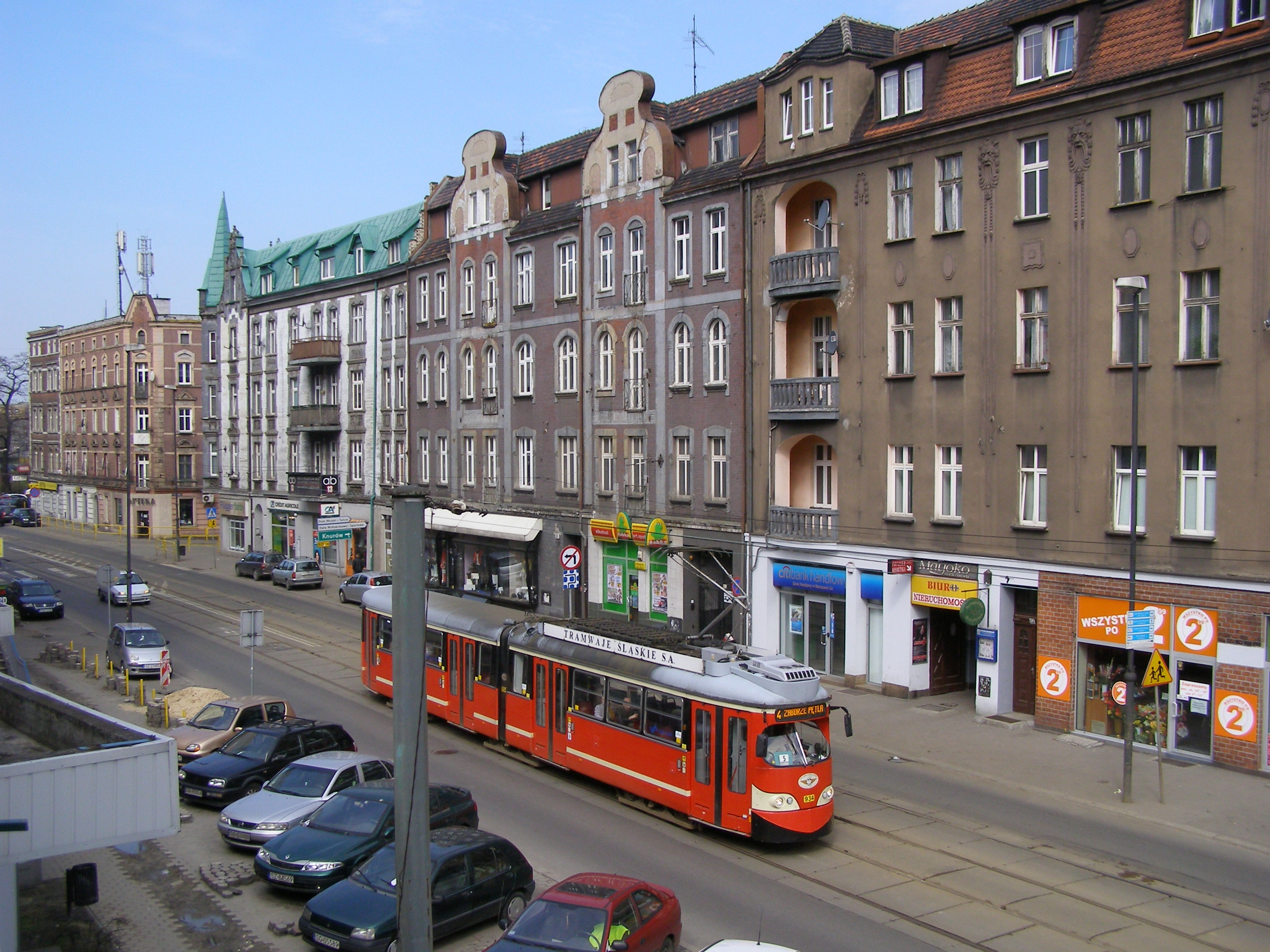
Torowisko niewydzielone